# Country-Musik 1954
Die Liste bietet eine Übersicht über das Jahr 1954 im Genre Country-Musik.

## Ereignisse
Elvis Presley, Johnny Cash und George Jones nehmen ihre ersten Schallplatten auf.

## Top-Hits des Jahres

### Nummer-eins-Hits
- 2. Januar – Let me be the One – Hank Locklin
- 2. Januar – There stands the Glasses – Webb Pierce[4]
- 9. Januar – Bimbo – Jim Reeves[5]
- 20. Februar – Slowly – Webb Pierce
- 20. Januar – Wake up, Irene – Hank Thompson and his Brazo Valley Boys[6]
- 15. Mai – I really don't want to know – Eddy Arnold[7]
- 12. Juni – (Oh Baby Mine) I Get so lonely – Johnnie and Jack
- 19. Juni – I don't hurt anymore – Hank Snow and his Rainbow Ranch Boys[8]
- 3. Juli – Even Tho – Webb Pierce[9]
- 31. Juli – One by one – Red Foley & Kitty Wells[10]
- 6. November – More and more – Web Pierce[11]

Anmerkung: Es werden alle drei Hitparaden, die "Most Played By Jockeys", die "Most Played in Jukeboxes" sowie die "Best Sellers in Stores", gewertet.

### Weitere Hits
- As Far as I'm Concerned – Red and Betty Foley
- Back Up Buddy – Carl Smith
- Backward, Turn Backward – Pee Wee King
- Beware of "It" – Johnnie & Jack
- Bimbo –Pee Wee King
- Breakin' the Rules – Hank Thompson
- Call Me Up (And I'll Come Calling On You) – Marty Robbins
- Changing Partners – Pee Wee King
- Cheatin's a Sin – Kitty Wells
- Christmas Can't Be Far Away – Eddy Arnold
- Courtin' in the Rain – T. Texas Tyler
- Cry, Cry, Darling – Jimmy C. Newman
- Dog-Gone It, Baby, I'm in Love – Carl Smith
- Don't Drop It – Terry Fell
- A Fooler, A Faker – Hank Thompson
- Go, Boy, Go – Carl Smith
- Good Deal, Lucille – Al Terry
- Goodnight, Sweetheart, Goodnight – Johnnie & Jack
- Hep Cat Baby – Eddy Arnold
- Hernando’s Hideaway – Homer and Jethro
- Honey, I Need You – Johnnie & Jack
- Honey Love – The Carlisles
- Honky-Tonk Girl – Hank Thompson
- Hootchy Kootchy Henry (From Hawaii) – Mitchell Torok
- I Love You – Ginny Wright & Jim Reeves
- I'll Be There (If You Ever Want Me) – Ray Price
- I'm a Stranger in My Home – Kitty Wells and Red Foley
- I'm Walking the Dog – Webb Pierce
- If You Don't Somebody Else Will – Jimmy & Johnny
- If You Don't Somebody Else Will – Ray Price
- Jilted – Red Foley
- Looking Back to See – |Goldie Hill & Justin Tubb
- Looking Back to See – The Browns
- Much Too Young to Die – Ray Price
- My Everything – Eddy Arnold
- Never – Marilyn Myers and Wesley Tuttle
- The New Green Light – Hank Thompson
- Out Behind the Barn – Little Jimmy Dickens
- Place for Girls Like You – Faron Young
- Pretty Words – Marty Robbins
- Release Me – Jimmy Heap & Perk Williams
- Release Me – Ray Price
- Release Me – Kitty Wells
- River of No Return – Tennessee Ernie Ford
- Rose–Marie – Slim Whitman
- Run 'em Off – Lefty Frizzell
- Secret Love – Slim Whitman
- Shake-a-Leg – The Carlisles
- She Done Give Her Heart to Me – Sonny James
- Singing Hills – Slim Whitman
- Sparking Brown Eyes – Webb Pierce and The Wilburn Brothers
- Tain't Nice (To Talk Like That) – The Carlisles
- Thank You for Calling – Billy Walker
- That Crazy Mambo Thing – Hank Snow
- Then I'll Stop Loving You – Jim Reeves
- This Is the Thanks I Get (For Loving You) – Eddy Arnold
- This Ole House – Stuart Hamblen
- Thou Shalt Not Steal – Kitty Wells
- Two Glasses, Joe – Ernest Tubb
- We've Gone Too Far – Hank Thompson
- Whatcha Gonna Do Now – Tommy Collins
- You All Come – Arlie Duff
- You Better Not Do That – Tommy Collins
- You Can't Have My Love – Wanda Jackson with Billy Gray
- You're Not Mine Anymore – Webb Pierce

## Geboren
- 8. Januar – Tom Skinner
- 19. Mai – Webb Wilder
- 13. Juli – Louise Mandrell
- 18. Juli – Ricky Skaggs
- 30. Oktober – Jeannie Kendall
- 13. Dezember – John Anderson
- 25. Dezember – Steve Wariner

## Gestorben
- 1. Dezember – Fred Rose